# Kristen Bell
Kristen Anne Bell (Huntington Woods, 18 de julho de 1980) é uma atriz e cantora americana. Ela começou sua carreira de atriz estrelando em produções teatrais enquanto frequentava a Tisch School of the Arts da Universidade de Nova Iorque. Em 2001, ela estreou na Broadway como Becky Thatcher em The Adventures of Tom Sawyer e estrelou o relançamento na Broadway de As Bruxas de Salem no ano seguinte. Em 2004, ela estrelou o telefilme Gracie's Choice, que na qual teve sua atuação elogiada por críticos.
Bell recebeu elogios da crítica por seu primeiro papel importante como personagem-título na série de televisão Veronica Mars (2004–2007). Por sua atuação, ela recebeu o Prêmio Soturno de melhor atriz na televisão. Em 2014, ela reprisou a personagem no filme de continuação da série. Durante o seu tempo em Veronica Mars, Bell estrelou como Mary Lane no filme musical Reefer Madness (2005), uma reprise do papel que ela tinha atuado no musical nova-iorquino em que o filme é baseado. De 2007 a 2008, Bell atuou como Elle Bishop na série dramática de ficção científica Heroes. De 2007 a 2012, ela deu voz à narradora titular na série dramática adolescente Gossip Girl.
Em 2008, ela teve o seu papel como personagem principal em Forgetting Sarah Marshall. Desde então, ela tem aparecido em vários filmes de comédia, incluindo Couples Retreat (2009), When in Rome (2010), You Again (2010), The Boss (2016), Bad Moms (2016) e A Bad Moms Christmas (2017). Bell ganhou mais reconhecimento por dublar a princesa Anna nos filmes de fantasia da Disney: Frozen (filme de 2013), Ralph Breaks the Internet (2018) e Frozen II (2019), e as curtas metragens Frozen Fever (2015) e Olaf's Frozen Adventure (2017). De 2012 a 2016, Bell estrelou como Jeannie van der Hooven, a protagonista feminina da série de comédia House of Lies do canal Showtime. De 2016 a 2020, ela interpretou o papel principal de Eleanor Shellstrop na aclamada série de comédia The Good Place da NBC, pelo qual recebeu uma indicação ao Prêmio Globo de Ouro de melhor atriz em série de comédia ou musical.

## Inicio de vida e família
Bell nasceu em 18 de julho de 1980, em Huntington Woods, Michigan, um subúrbio de Detroit, onde foi criada. Sua mãe, Lorelei, é enfermeira registrada, e seu pai, Tom Bell, trabalha como diretor de notícias de televisão em Las Vegas, Nevada. Seus pais se divorciaram quando ela tinha dois anos de idade, e ela tem duas meias-irmãs do segundo casamento do pai. Ela também tem duas meias-irmãs e dois meio-irmãs do segundo casamento de sua mãe. Sua mãe é de ascendência polonesa, e seu pai tem ascendência alemã, escocesa e irlandesa. Bell declarou que não gostava do seu primeiro nome aos quatro anos de idade. A mãe de Bell convenceu-a a usar o nome do meio, Anne, em vez disso; ela usou o nome Annie até o ensino médio. Bell uma vez quebrou os dois pulsos ao mesmo tempo jogando hóquei na rua com os amigos.
Pouco antes do seu primeiro ano do ensino médio, os pais de Bell decidiram retirá-la do sistema escolar público. Frequentou o Shrine Catholic High School, na vizinha Royal Oak, onde participou do clube de teatro e música. Durante seu tempo na escola, ela ganhou o papel principal na produção da escola em 1997 de The Wonderful Wizard of Oz, como Dorothy Gale, e também apareceu em produções como Fiddler on the Roof (1995), Lady, Be Good (1996) e Li'l Abner (1998). Em 1998, ano em que ela se formou, Bell foi nomeada a "garota mais bonita" do anuário pelo voto da classe sénior.
Pouco depois da sua graduação no médio, Bell mudou-se para Nova Iorque para frequentar a Tisch School of the Arts da Universidade de Nova Iorque, se formando em teatro musical.

## Filmografia

### Cinema

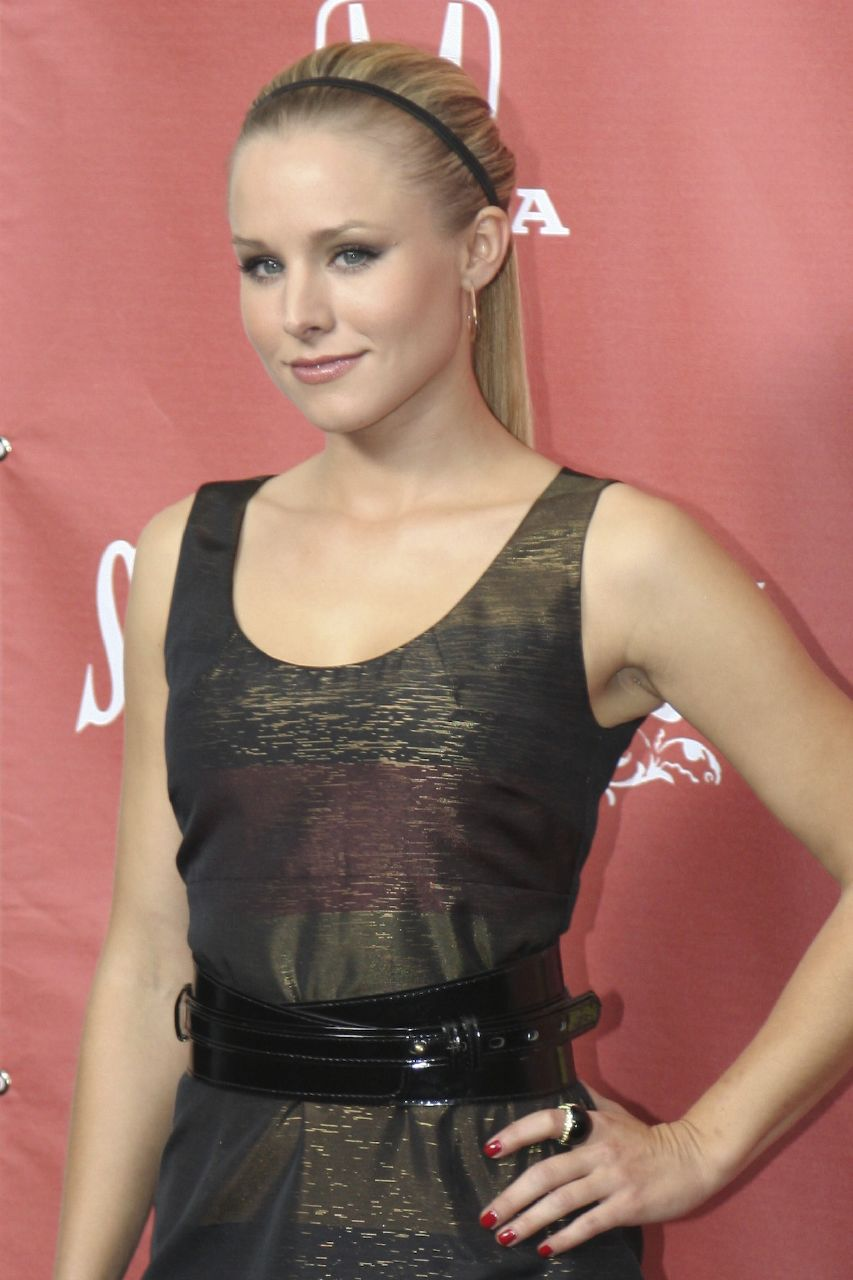
Bell no Scream Awards, em 2007.

| Ano  | Título original                      | Português (BR)                                 | Papel                   | Notas                   |
| ---- | ------------------------------------ | ---------------------------------------------- | ----------------------- | ----------------------- |
| 1998 | Polish Wedding                       | Casamento Polonês                              | Adolescente             | Não creditada           |
| 2001 | Pootie Tang                          | Quase um Super-Homem                           | Filha do executivo      |                         |
| 2002 | Neko no Ongaeshi (The Cat Returns)   | O Reino dos Gatos                              | Hiromi (voz)            | Animação Ghibli         |
| 2002 | People Are Dead                      |                                                | Amiga da Angela         | Filme Independente      |
| 2003 | The King and Queen of Moonlight Bay  | Os Reis da Baía de Moonlight                   | Alison Dodge            | Filme para TV           |
| 2004 | Gracie's Choice                      | A escolha de Gracie                            | Gracie Thompson         | Filme para TV           |
| 2004 | Spartan                              |                                                | Laura Newton            |                         |
| 2005 | Last Days of America                 |                                                | Amiga em Nova Iorque    | Filme Independente      |
| 2005 | Reefer Madness: The Movie Musical    | A Loucura de Mary Juana                        | Mary Lane               |                         |
| 2005 | Deepwater                            | Deepwater - A Cidade do Medo                   | Enfermeira Laurie       |                         |
| 2005 | The Receipt                          |                                                | Garota bonita           |                         |
| 2006 | Fifty Pills                          | Um Jovem em Apuros                             | Gracie                  |                         |
| 2006 | Pulse                                |                                                | Mattie                  |                         |
| 2006 | Roman                                |                                                | A garota / Isis         |                         |
| 2007 | Flatland: The Movie                  |                                                | Hex (voz)               | Animação digital        |
| 2007 | Assassin's Creed                     |                                                | Lucy Stillman (voz)     | Video game              |
| 2008 | Forgetting Sarah Marshall            | Ressaca de Amor                                | Sarah Marshall          |                         |
| 2008 | Fanboys                              |                                                | Zoe                     |                         |
| 2009 | Serious Moonlight                    | Armadilhas do Amor                             | Sara                    |                         |
| 2009 | Astro Boy                            |                                                | Cora (voz)              | Filme de animação       |
| 2009 | Couples Retreat                      | Encontro de Casais                             | Cynthia                 |                         |
| 2009 | Astro Boy: The Video Game            |                                                | Cora (voz)              | Video game              |
| 2009 | Assassin's Creed II                  |                                                | Lucy Stillman (voz)     | Video game              |
| 2010 | When in Rome                         | Quando em Roma                                 | Beth Harper             |                         |
| 2010 | Astro Boy vs. The Junkyard Pirates   |                                                | Cora (voz)              | Curta-Metragem (4 min)  |
| 2010 | You Again                            | Você de Novo                                   | Marni Olivia Olsen      |                         |
| 2010 | Burlesque                            |                                                | Nikki                   |                         |
| 2010 | Assassin's Creed: Brotherhood        |                                                | Lucy Stillman (voz)     | Video game              |
| 2010 | Get Him to the Greek                 | O Pior Trabalho do Mundo                       | Sarah Marshall          |                         |
| 2011 | Scream 4                             | Pânico 4                                       | Chloe Garret            | [ 11 ]                  |
| 2012 | Big Miracle                          | O Grande Milagre                               | Jill Gerard             | [ 12 ]                  |
| 2012 | Stuck in Love                        | Ligados pelo Amor                              | Tricia                  |                         |
| 2012 | Hit and Run                          | Relação Explosiva                              | Annie Bean              |                         |
| 2012 | Safety Not Guaranteed                | Sem Segurança Nenhuma                          | Belinda                 |                         |
| 2012 | Flatland 2: Sphereland               |                                                | Hex (voz)               | Animação digital        |
| 2013 | Movie 43                             | Para Maiores                                   | Supergirl               |                         |
| 2013 | The Lifeguard                        | A Salva-Vidas                                  | Leigh                   |                         |
| 2013 | Frozen                               | Frozen - Uma Aventura Congelante               | Anna (voz)              | Filme de animação       |
| 2013 | Some Girl(S)                         | Algumas Garotas                                | Bobbi                   |                         |
| 2013 | Disney Infinity                      |                                                | Anna (voz)              | Video game              |
| 2014 | Veronica Mars                        | Veronica Mars: O Filme                         | Veronica Mars           |                         |
| 2014 | Mary Poppins Quits                   |                                                | Mary Poppins            | Curta-Metragem (3 min)  |
| 2014 | Disney Infinity: Marvel Super Heroes |                                                | Anna (voz)              | Video game              |
| 2015 | Frozen Fever                         | Frozen - Febre Congelante                      | Anna (voz)              | Curta-Metragem (8 min)  |
| 2015 | Disney Infinity 3.0                  |                                                | Anna (voz)              | Video game              |
| 2016 | Zootopia                             | Zootopia: Essa Cidade É o Bicho                | Preguicila / Prriscilla | Filme de animação       |
| 2016 | Bad Moms                             | Perfeita É A Mãe                               | Kiki Moore              |                         |
| 2016 | The Boss                             | A Chefa                                        | Claire                  |                         |
| 2017 | The Disaster Artist                  | Artista do Desastre                            | Ela mesma               |                         |
| 2017 | CHiPs                                | CHiPs: O Filme                                 | Karen Baker             |                         |
| 2017 | How to Be a Latin Lover              | Como se Tornar um Conquistador                 | Cindy                   |                         |
| 2017 | A Bad Moms Christmas                 | Perfeita É A Mãe 2                             | Kiki Moore              |                         |
| 2017 | Olaf's Frozen Adventure              | Olaf em Uma Nova Aventura Congelante de Frozen | Anna (voz)              | Curta-Metragem (22 min) |
| 2017 | Sia: Santa's Coming for Us           |                                                | Kristen                 | Clipe musical           |
| 2018 | Like Father                          | Tal Pai, Tal Filha                             | Rachel Hamilton         |                         |
| 2018 | Ralph Breaks the Internet            | WiFi Ralph: Quebrando a Internet               | Anna (voz)              | Filme de animação       |
| 2018 | Teen Titans Go! To the Movies        | Os Jovens Titãs em Ação! Nos Cinemas           | Jade Wilson             | Filme de animação       |
| 2019 | Frozen II                            | Frozen 2                                       | Anna (voz)              | Filme de animação       |
| 2019 | Kingdom Hearts III                   |                                                | Anna (voz)              | Video game              |
| 2020 | Once Upon a Snowman                  | Era Uma Vez um Boneco de Neve                  | Anna (voz)              | Curta-Metragem (8 min)  |
| 2021 | Queenpins                            | As Trambiqueiras                               | Connie Kaminski         |                         |
| 2022 | The People We Hate at the Wedding    | Os Odiados do Casamento                        | Alice                   |                         |
| 2023 | PAW Patrol: The Mighty Movie         |                                                | Janet (voz)             |                         |
| 2023 | Once Upon A Studio                   | Era Uma Vez Um Estúdio                         | Anna (voz)              |                         |
| TBA  | Frozen III                           | Frozen 3                                       | Anna (voz)              | Em Desenvolvimento      |

### Televisão
| Ano           | Título                                                               | Papel                     | Notas                               |
| ------------- | -------------------------------------------------------------------- | ------------------------- | ----------------------------------- |
| 2003          | The Shield                                                           | Jessica Hintel            | 1 episódio                          |
| 2003          | American Dreams                                                      | Amy Fielding              | 1 episódio                          |
| 2003          | The O'Keefes                                                         | Dona de Virginia          | 2 episódios                         |
| 2003          | Everwood                                                             | Stacey Wilson             | 1 episódio                          |
| 2004          | Deadwood                                                             | Flora Anderson            | 2 episódios                         |
| 2004-2019     | Veronica Mars                                                        | Veronica Mars             | Elenco Principal                    |
| 2007-2008     | Heroes                                                               | Elle Bishop               | 12 episódios                        |
| 2007-2012     | Gossip Girl                                                          | Gossip Girl (voz)         | Narradora (Todos os episódios)      |
| 2009          | The Cleveland Show                                                   | Mandy                     | 1 episódio                          |
| 2009-2010     | Party Down                                                           | Uda Bengt                 | 2 episódios                         |
| 2012-2016     | House Of Lies                                                        | Jeannie Van Der Hooven    | Elenco Principal                    |
| 2013-2014     | Parks and Recreation                                                 | Ingrid de Forest          | 3 Episódios                         |
| 2015          | Liv e Maddie                                                         | Ela Mesma                 | 1 Episódio                          |
| 2016-2020     | The Good Place                                                       | Eleanor Shellstrop        | Elenco Principal                    |
| 2017–2018     | Big Mouth                                                            | Várias vozes              | 4 episódios                         |
| 2019–presente | Encore!                                                              | Ela mesma / Apresentadora | 12 episódios Produtora executiva    |
| 2020          | Central Park                                                         | Molly Tillerman (voz)     | Papel principal (1ª temporada)      |
| 2020          | Into the Unknown: Making Frozen II                                   | Ela mesma                 | 6 episódios                         |
| 2021          | Gossip Girl                                                          | Gossip Girl (voz)         | Narradora 10 episódios              |
| 2022          | The Woman in the House Across the Street from the Girl in the Window | Anna                      | Papel principal Produtora executiva |
| 2024          | Nobody Wants This                                                    | Joanne                    | Papel principal Produtora executiva |

## Prêmios e indicações
| Ano  | Resultado | Premiação          | Categoria                                                  | Título                            |
| ---- | --------- | ------------------ | ---------------------------------------------------------- | --------------------------------- |
| 2005 | Indicada  | TCA Awards         | Realização Individual em Drama                             | Veronica Mars                     |
| 2005 | Indicada  | Teen Choice Awards | Escolha de Performance Estreante na televisão - Feminino   | Veronica Mars                     |
| 2005 | Indicada  | Satellite Awards   | Atriz Marcante em Série, Drama                             | Veronica Mars                     |
| 2005 | Venceu    | Satellite Awards   | Atriz Marcante em Série ou Filme Para televisão            | Veronica Mars                     |
| 2005 | Indicada  | Saturn Awards      | Melhor Atriz de televisão                                  | Veronica Mars                     |
| 2006 | Indicada  | Teen Choice Awards | televisão - Escolha de Atriz: Drama/Ação Aventura          | Veronica Mars                     |
| 2006 | Indicada  | Satellite Awards   | Melhor Atriz em uma Série de Drama                         | Veronica Mars                     |
| 2006 | Venceu    | Family Film Awards | Pai e Filha Favoritos                                      | 8th Annual Family Friendly Awards |
| 2006 | Venceu    | Jury Prize         | Melhor Atriz (coadjuvante/secundária)                      | Roman                             |
| 2006 | Venceu    | Saturn Awards      | Melhor Atriz de televisão                                  | Veronica Mars                     |
| 2007 | Indicada  | Saturn Awards      | Melhor Atriz em Programa de televisão                      | Veronica Mars                     |
| 2008 | Indicada  | Teen Choice Awards | Escolha Feminina Estreante de Cinema                       | Forgetting Sarah Marshall         |
| 2008 | Indicada  | Teen Choice Awards | Escolha de Atriz de Cinema: Comédia                        | Forgetting Sarah Marshall         |
| 2009 | Indicada  | Teen Choice Awards | Escolha de Atriz de televisão: Ação Aventura               | Heroes                            |
| 2009 | Indicada  | MTV Movie Awards   | Melhor Momento WTF                                         | Forgetting Sarah Marshall         |
| 2009 | Indicada  | Saturn Awards      | Melhor Convidado Estrelando em Papel em Série de televisão | Heroes                            |
| 2010 | Indicada  | MTV Movie Awards   | Melhor Performance Feminina                                | When in Rome                      |
| 2010 | Indicada  | MTV Movie Awards   | Melhor Performance de Comédia                              | When in Rome                      |
| 2010 | Indicada  | MTV Movie Awards   | Melhor Beijo                                               | When in Rome e Couples Retreat    |
| 2011 | Indicada  | Scream Awards      | Melhor Participação especial                               | Pânico 4                          |